# Cidariophanes versipennis
Cidariophanes versipennis är en fjärilsart som beskrevs av W. Warren 1907. Cidariophanes versipennis ingår i släktet Cidariophanes och familjen mätare. Inga underarter finns listade i Catalogue of Life.